# Chambois (Eure)
Chambois ist eine französische Gemeinde mit 1.347 Einwohnern (Stand: 1. Januar 2022) im Département Eure in der Region Normandie; sie gehört zum Arrondissement Bernay und zum Kanton Verneuil d’Avre et d’Iton. 
Zum 1. Januar 2016 wurde die Gemeinde als Commune nouvelle aus den bisher eigenständigen Kommunen Avrilly, Corneuil und Thomer-la-Sôgne gebildet. Der Verwaltungssitz befindet sich in Avrilly.

## Geographie
Chambois liegt etwa zehn Kilometer südlich des Stadtzentrums von Évreux.

### Nachbargemeinden
Umgeben ist Chambois von den Nachbargemeinden Le Plessis-Grohan im Norden, Grossœuvre im Nordosten, Jumelles im Osten, Chavigny-Bailleul im Südosten, Mesnils-sur-Iton im Süden und Südwesten sowie Sylvains-les-Moulins im Westen.
Durch die Gemeinde führt die Route nationale 154.

### Gemeindegliederung
| Ortsteil                    | ehemaliger INSEE-Code | Fläche (km²) | Einwohnerzahl (2018) |
| --------------------------- | --------------------- | ------------ | -------------------- |
| Avrilly (Verwaltungssitz)00 | 27032                 | 07,19        | 428                  |
| Corneuil                    | 27172                 | 11,31        | 617                  |
| Thomer-la-Sôgne             | 27634                 | 09,10        | 344                  |

## Sehenswürdigkeiten
- Ruine der Motte in Avrilly aus dem 12./13. Jahrhundert, seit 2010 Monument historique
- Kirche Notre-Dame in Corneuil aus dem 12. Jahrhundert, Umbauten aus dem 16. Jahrhundert
- Reste einer Festung in Corneuil aus dem 11. Jahrhundert

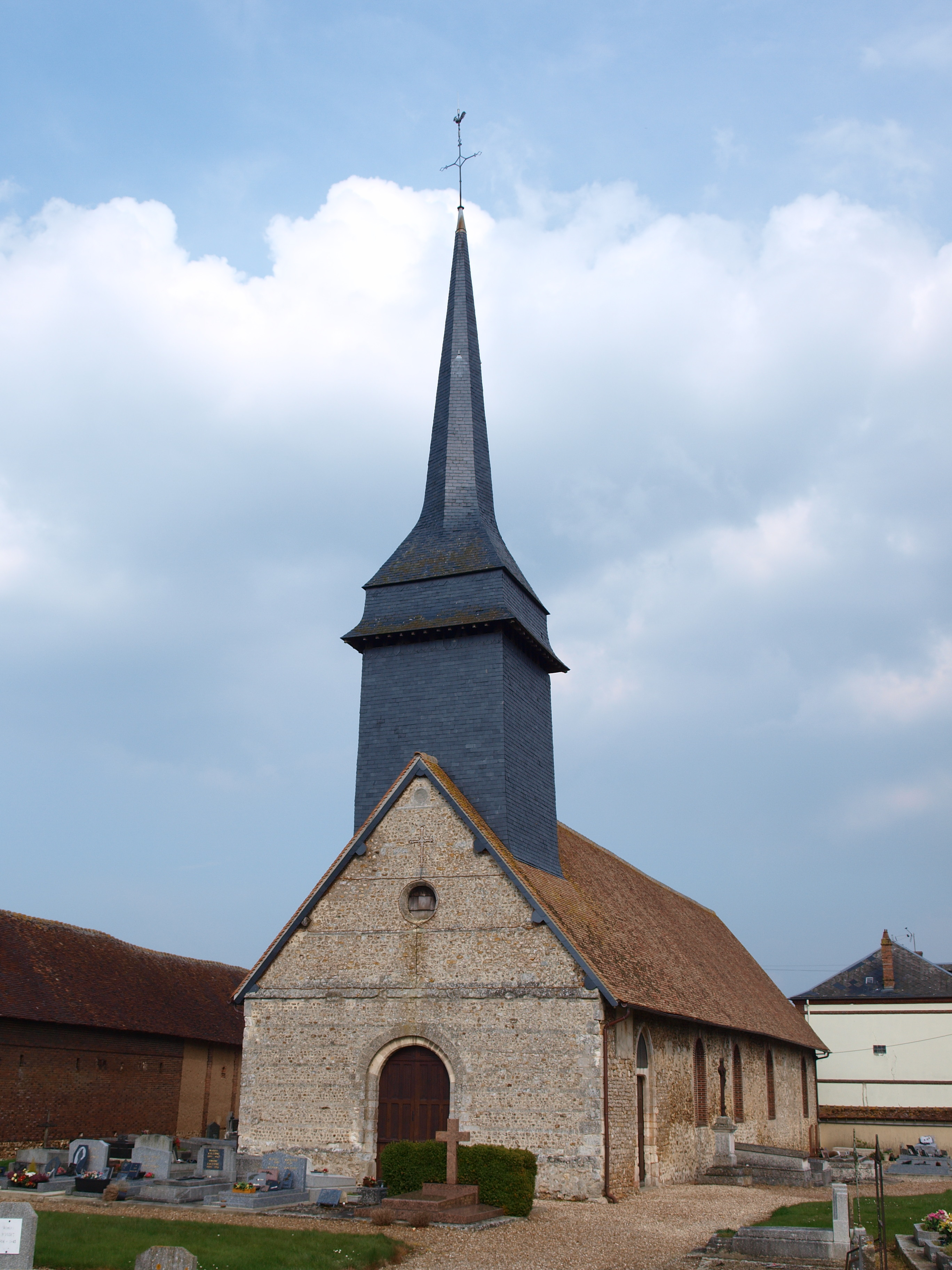
Kirche Notre-Dame
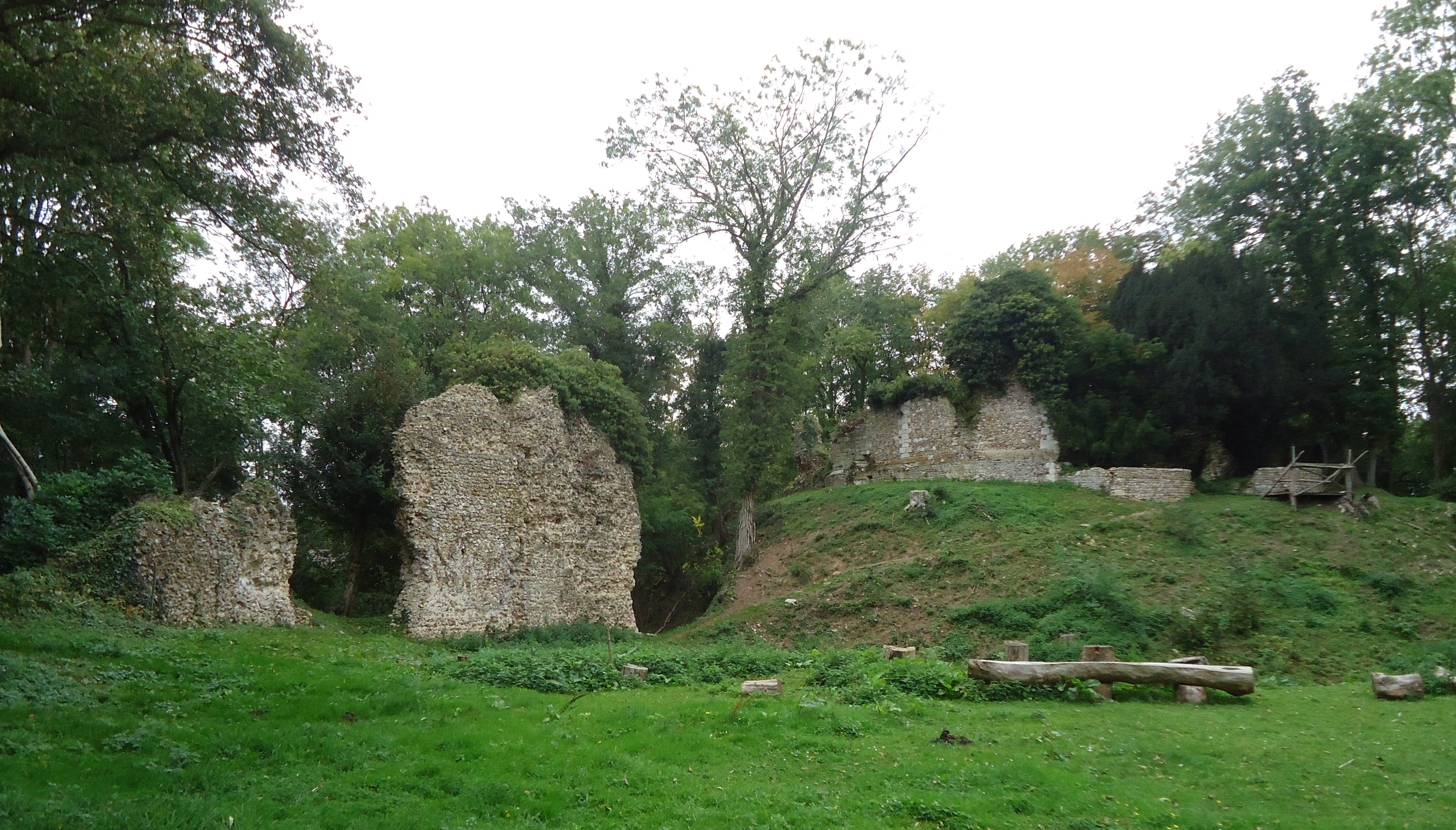
Motte